# Acerophagoides
Acerophagoides is een geslacht van vliesvleugeligen uit de familie Encyrtidae. De wetenschappelijke naam van dit geslacht is voor het eerst geldig gepubliceerd in 1940 door Blanchard.

## Soorten
Het geslacht Acerophagoides omvat de volgende soorten:
- Acerophagoides almon Noyes, 2000
- Acerophagoides cypris Noyes, 2000
- Acerophagoides pycnos Noyes, 2000
- Acerophagoides triangularis Blanchard, 1940
- Acerophagoides varro Noyes, 2000